# Natalja Borissowna Rjasanzewa
Natalja Borissowna Rjasanzewa (russisch Наталья Борисовна Рязанцева; * 27. Oktober 1938 in Moskau; † 10. Januar 2023) war eine sowjetische bzw. russische Drehbuchautorin und Hochschullehrerin.

## Leben
Rjasanzewa, Tochter eines Eisenbahn-Verkehrsingenieurs und Stalinpreisträgers, studierte am Moskauer Staatlichen Allunionsinstitut für Kinematographie (WGIK, seit 1991 Allrussisches Institut für Kinematographie) in der Drehbuch-Fakultät mit Abschluss 1962 bei Jewgeni Gabrilowitsch. In 1. Ehe war sie 1959–1962 mit dem Dichter und Filmregisseur Gennadi Schpalikow (1937–1974) verheiratet.
Anfangs arbeitete Rjasanzewa als Dokumentarfilm-Drehbuchautorin. Ihr erstes Spielfilm-Drehbuch schrieb sie für Larissa Schepitkos Drama Krylja (Flügel) (1966), der sehr geschätzt wurde und dann als einer der wichtigen Filme der Tauwetter-Periode galt. Sie schrieb weitere Drehbücher für erfolgreiche Filme, darunter Kira Muratowas Langer Abschied (1971), Irina Powolozkajas Die feuerrote Blume (1978) und Filme ihres zweiten Ehemannes Ilja Awerbach (1934–1986).
Ab 1977 lehrte Rjasanzewa Filmdramaturgie-Kunst in den Höheren Kursen für Drehbuchautoren und Regisseure. Ab 1987 leitete sie dort ein Atelier. Bei den Internationalen Filmfestspielen von Venedig 1988 war sie Jurymitglied. Ab 1996 führte sie das Drehbuch-Atelier im WGIK.
Rjasanzewa starb am 10. Januar 2023. Nach der Trauerfeier am 13. Januar im Moskauer Haus des Films wurde sie auf dem Moskauer Friedhof Trojekurowo begraben.

## Ehrungen, Preise
- Verdiente Kunstschaffende der RSFSR (1987)[4]